# 조이 부쉘
조이 부셜(Joy Boushel, 1959년 12월 15일 ~ )은 미국의 배우이다.

## 출연 작품

### 영화
- 픽업 섬머 (1980, Pick-up Summer)
- 공포의 수학 열차 (1980)
- 불을 찾아서 (1981)
- 플라이 (1986) - 토니 역
- 키핑 트랙 (1987, Keeping Track)
- 마이키 이야기 (1989)
- 저주받은 조각상 (1990, Cursed)